# Blokker (winkelketen)
Blokker is een Nederlandse winkelketen die huishoudelijke artikelen verkoopt, zoals keukenapparatuur, schoonmaakproducten en speelgoed. Het bedrijf werd opgericht in 1896 en in november 2024 failliet verklaard na jaren van teruglopende resultaten. In het voorjaar van 2025 werd het merk nieuw leven ingeblazen door ondernemer en Blokker-telg Roland Palmer, die een aantal nieuwe winkels opende en streeft naar ongeveer veertig filialen.

## Geschiedenis

### Ontstaan

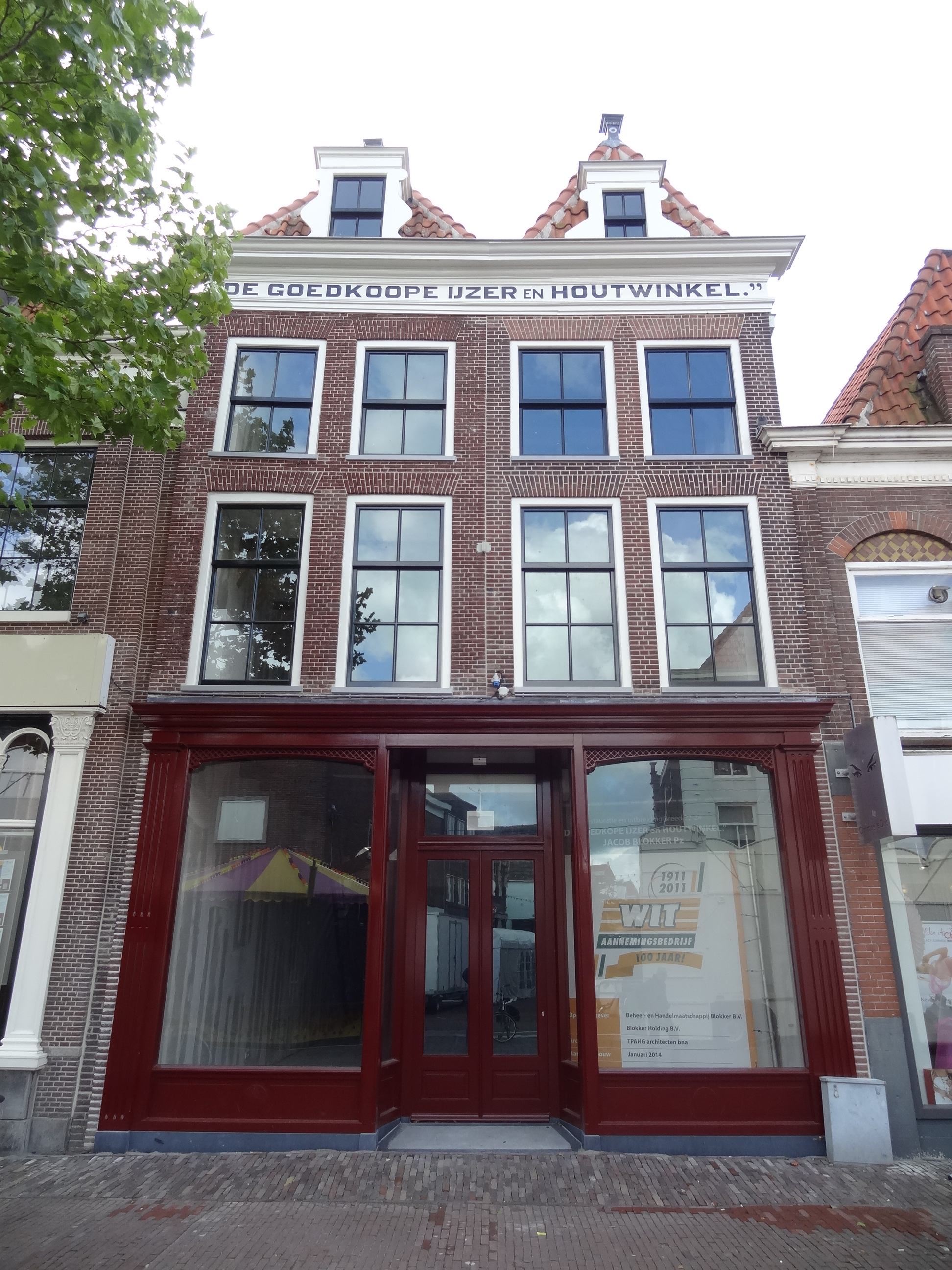
De gerestaureerde Blokker-panden aan het Breed met gereconstrueerde pui

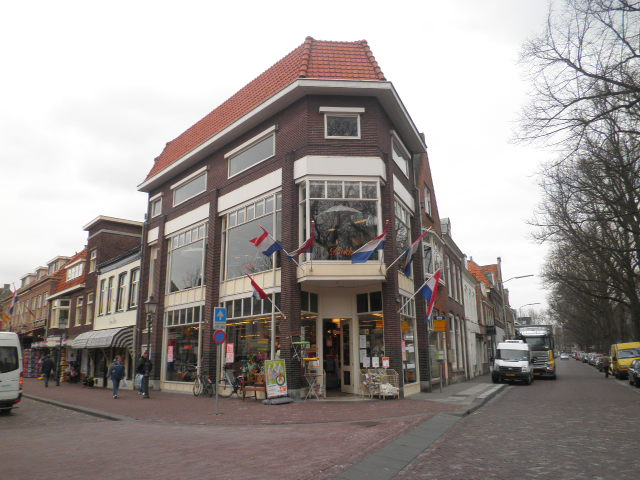
Het oudste als Blokker-winkel gebouwde pand aan het Breed en de Veemarkt

Op 25 april 1896 richtten Jacob Blokker en diens echtgenote Saapke Kuiper in Hoorn De Goedkoope IJzer en Houtwinkel op. De winkel, aan het Breed 22, groeide snel en het bedrijf breidde aan dezelfde straat uit met verschillende panden, waaronder ook nummer 12. In 1923 werd een oud pand op de hoek van het Breed en de Veemarkt gekocht waarin een, voor die tijd, kapitaal winkelpand verscheen. Dit filiaal verhuisde in maart 2016 naar een pand aan het Gouw in Hoorn.
Vanaf de jaren 1930 openden de vier zonen van Blokker en Kuiper diverse andere winkels in de Randstad onder de naam Gebroeders Blokker. Die traditie werd door hun nazaten voortgezet, waardoor de Blokker-keten uitgroeide tot een landelijke, en uiteindelijk internationale, onderneming. Voormalig bestuursvoorzitter Jaap Blokker werd in 2003 uitgeroepen tot zakenman van het jaar.
Blokker had in 2015 ruim 800 winkels in Nederland, België, Luxemburg en Suriname. Sinds de jaren tien had het bedrijf te kampen met verliezen en teruglopende omzet, mede omdat het bedrijf online achterbleef bij de concurrentie. In een poging het tij te keren werd geïnvesteerd in verbouwingen en modernisering van de winkels. De Amerikaanse actrice Sarah Jessica Parker werd in 2016 ingezet voor de tv-reclame die het imago van Blokker moest oppoetsen. Ook werden er winkels gesloten; in België sloten 69 van de 190 Blokker-winkels en in Nederland 50 winkels. In mei 2017 werd bekend dat er nog eens 100 Blokker-winkels in Nederland zouden sluiten.

### Familie verkoopt belang
Op 12 november 2018 werd aangekondigd dat de familie Blokker een meerderheidsbelang in de winkelketen wilde verkopen. Toen had het bedrijf nog 430 filialen in Nederland. Om ervoor te zorgen dat het bedrijf in goede handen kwam, zouden Ab en Els Blokker bereid zijn de nieuwe eigenaar geld mee te geven bij de verkoop van het bedrijf. In april 2019 nam de CEO van de Blokker Holding, Michiel Witteveen, de winkelketen over. Dit deed hij zonder hulp van andere investeerders. Een overnamesom werd niet bekendgemaakt.
Op 18 februari 2020 meldde Blokker dat alle Blokker-winkels in België en Luxemburg zouden worden verkocht aan de Dutch Retail Groep van ondernemer Dirk Bron, die alle winkels zou voortzetten als discounters onder de naam Mega World. Slechts acht van de 123 winkels in België en Luxemburg waren winstgevend. De financiële situatie kon niet worden verbeterd en in oktober 2020 vroeg Mega World bescherming aan tegen zijn schuldeisers. De rechtbank verklaarde Mega World op 22 december 2020 failliet.
In de tussentijd stelde Blokker een nieuwe bestuursvoorzitter aan, Jeanine Holscher, die de overgebleven Blokker-winkels in Nederland en Suriname, en het merk op zich, een nieuwe impuls moest geven.

### Uitstel van betaling
In februari 2024 stond Blokker reeds te koop, maar na een financiële injectie van 35 miljoen euro van een Amerikaanse investeringsmaatschappij leek Blokker verder te kunnen. Ondanks de investering vroeg Blokker op 4 november 2024 uitstel van betaling aan. Volgens het bedrijf hadden onvoorziene tegenvallers de ambitieuze plannen vertraagd en was er sprake van acute geldnood. Blokker verklaarde dat er op de korte termijn geen gevolgen waren voor de winkels, die bleven open, maar de webwinkel was vanaf dat moment al gesloten.

### Faillissement
Op 13 november 2024 werd Blokker door de rechter failliet verklaard. Op dat moment waren er onder de naam Blokker 394 winkels actief met ruim 3500 werknemers. De winkels bleven vooralsnog open. Van die 394 waren er 46 van franchisenemers. Deze vielen buiten het faillissement. Bij het faillissement had Blokker voor meer dan 90 miljoen euro aan schuld openstaan, waarvan 26,7 miljoen euro aan Gordon Brothers. Deze Amerikaanse bank leende in mei 35 miljoen euro, maar zag daar dus maar 9 miljoen euro van terug. Daarnaast had Blokker ook nog 26,1 miljoen euro belastingschulden. De overige 40 miljoen kwam van in totaal 1849 andere crediteuren. Zo blijkt uit een verslag van de curator, die de sterk opgelopen belastingschulden tijdens de coronacrisis als oorzaak van het faillissement aangeeft.
De webwinkel sloot op 4 november 2024. De helft van de winkels sloot rond 20 en 21 december 2024, de andere helft sloot op 31 december 2024. Alleen 46 winkels van 45 franchisehouders bleven open.

### Doorstart
Op 23 december 2024 werd bekendgemaakt dat Blokker was verkocht aan een nieuwe eigenaar. De koper zou de website overnemen en een groot aantal Blokker-winkels opnieuw openen. Hoewel de identiteit van de nieuwe eigenaar nog niet officieel werd bevestigd, meldden verschillende bronnen, waaronder Het Financieele Dagblad, dat het ging om Roland Palmer, achterkleinzoon van de oprichter. Na het overlijden van Jaap Blokker in 2011 was hij door de familie al eens aangewezen als opvolger bij Blokker Holding. Hij leidde het bedrijf tot zijn vertrek in 2015. 
Op 18 juni 2025 werden de eerste nieuwe Blokker-winkels geopend, waaronder vestigingen in Amsterdam en Den Bosch. In de daaropvolgende weken volgden meerdere filialen onder de naam "Blokker NEW". De herstart ging gepaard met diverse veranderingen, waaronder een vernieuwde visuele identiteit gebaseerd op het oorspronkelijke logo en merkbeeld. De winkels maken deel uit van een nieuwe holdingstructuur onder leiding van Roland Palmer. Iedere vestiging is juridisch ondergebracht in de hoofdholding, in de vorm van een afzonderlijke besloten vennootschap met een oplopende, merkspecifieke naamgeving.

## Organisatie

### Eigenaarschap
Tot 2024 maakte Blokker deel uit van de Mirage Retail Group, die het bedrijf sinds 2019 in bezit had. In november 2024 werd Blokker failliet verklaard. Begin 2025 werd het merk overgenomen door ondernemer en Blokker-telg Roland Palmer. Onder zijn leiding kreeg Blokker een doorstart in een nieuwe ondernemingsstructuur, waarbij winkels gefaseerd worden heropend onder de naam Blokker NEW. De nieuwe winkels vallen onder een holding waarvan Palmer eigenaar is; elke vestiging opereert binnen deze structuur als afzonderlijke besloten vennootschap

### Hoofdkantoor en distributiecentra
Het hoofdkantoor bevindt zich in Amsterdam, aan de Van der Madeweg. Het voormalige distributiecentrum in Geldermalsen, dat tot eind 2024 Blokker‑filialen en eerder ook de webwinkel bediende, is begin 2025 failliet verklaard onder de naam MRG Logistics. Sindsdien bestaat er geen eigen distributie‑infrastructuur meer; levering aan de nieuwe Blokker‑winkels wordt georganiseerd via externe logistieke partners.

## Trivia
- Jaap Blokker kwam regelmatig in het nieuws door zijn uitspraken in het jaarverslag van de Blokker Holding.
- Columnist Peter Middendorp schreef in 2014 de autobiografische roman Vertrouwd voordelig over zijn werk als puber in de Blokker-winkel van zijn ouders (ISBN 9789044624991).
- In de tweede helft van de jaren negentig was op een deel van de Blokker-vestigingen op de pui een afbeelding van een kabouter te zien. Dit gaf dan aan, dat in de betreffende Blokker-vestiging een afdeling met speelgoed te vinden was. Er waren ook filialen van Blokker die geen speelgoed verkochten, daarbij ontbrak dan de kabouter op de pui. De kabouter had een rode puntmuts, een rood jasje, een blauwe broek en een witte baard.